# CS Sedan Ardennes
A Club Sportif Sedan Ardennes egy 1919-ben alapított francia labdarúgóklub Sedan városában.

## Keret

### Jelenlegi keret
| # |     | Poszt | Név                 |
| - | --- | ----- | ------------------- |
|   | FRA | K     | Willy Maeyens       |
|   | FRA | K     | Corentin Maurice    |
|   | FRA | K     | Jérémie Jacquet     |
|   | FRA | V     | Damien Dufour       |
|   | FRA | V     | Clevid Dikamona     |
|   | FRA | V     | Alexandre Vardin    |
|   | FRA | V     | Clément Simothé     |
|   | FRA | V     | Baba Touré          |
|   | FRA | V     | Olivier Vasseur     |
|   | FRA | KP    | Özcan Akan          |
|   | FRA | KP    | Jean-Jacques Rocchi |

| # |           | Poszt | Név               |
| - | --------- | ----- | ----------------- |
|   | FRA       | V     | Baptiste Anziani  |
|   | FRA       | KP    | Dylan Suray       |
|   | FRA       | KP    | Romain Canalès    |
|   | FRA       | KP    | Benjamin Leclerc  |
|   | FRA       | KP    | Jordy Njike       |
|   | ALG       | KP    | Houssem Chemali   |
|   | FRA       | KP    | Dimitri Lesueur   |
|   | FRA       | CS    | David Fernandes   |
|   | FRA       | CS    | Issa Gorry        |
|   | FRA       | CS    | Nathan Regnault   |
|   | FRA       | CS    | Sébastien Persico |
|   | Új-Zéland | KP    | Chris James       |

### Visszavonultatott szám
| #  |         | Poszt | Név              |
| -- | ------- | ----- | ---------------- |
| 29 | francia | V     | David di Tommaso |

### Híres játékosok
- Musztafa Dáleb
- Nadir Belhadj
- Mohamed Salem
- Ivica Osim
- Modeste M’bami
- Pius Ndiefi
- Marcus Mokaké
- Michaël Ciani
- Louis Dugauguez
- Yves Herbet
- Roger Lemerre
- Henri Camara
- Salif Diao
- Džoni Novak